# Grafenkirchen
Grafenkirchen ist ein Gemeindeteil der Gemeinde Pemfling im Landkreis Cham des Regierungsbezirks Oberpfalz im Freistaat Bayern.

## Geografie
Grafenkirchen liegt an der Bundesstraße 22, 4 Kilometer nordöstlich von Pemfling. Am Südrand von Grafenkirchen vereinigen sich der von Nordwesten kommende Schindbergbach und der von Südosten kommende Algenbach zum Mühlbach. In der Umgebung von Grafenkirchen entspringen zahlreiche benannte und unbenannte Quellen, darunter der Pfarrbrunnen, die Wiedenbrunnenquelle, die Kirchenstiftquellen, die obere und die untere Rainwaldquelle, die Erhardtquelle und die Lankesquelle.

## Ortsname
Der Ortsname weist darauf hin, dass Grafenkirchen eine adlige Gründung war. Das Laurentiuspatrozinium der Kirche deutet auf die Zeit nach dem Sieg Otto I. über die Ungarn bei der Schlacht auf dem Lechfeld im Jahr 955. Diese Schlacht fand am Laurentius-Tag, dem 10. August, statt. Außerdem hatte Otto vor der Schlacht am 10. August 955, dem Namenstag des hl. Laurentius, gelobt, im Falle seines Sieges werde er Kirchen zu Ehren des Heiligen bauen lassen. In der Folge entstanden viele Laurentiuskirchen.

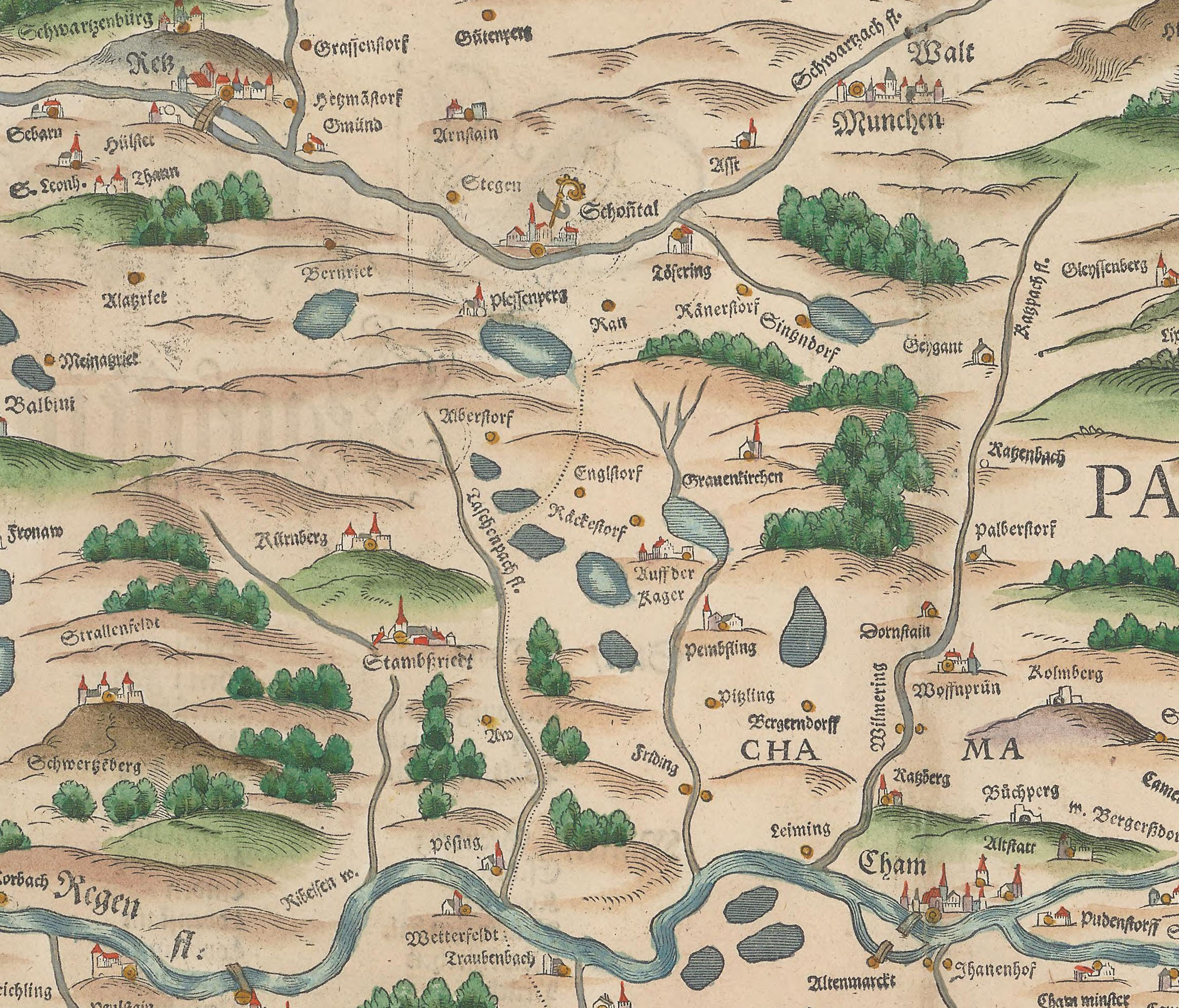
Grafenkirchen auf der Apian-Karte von 1568

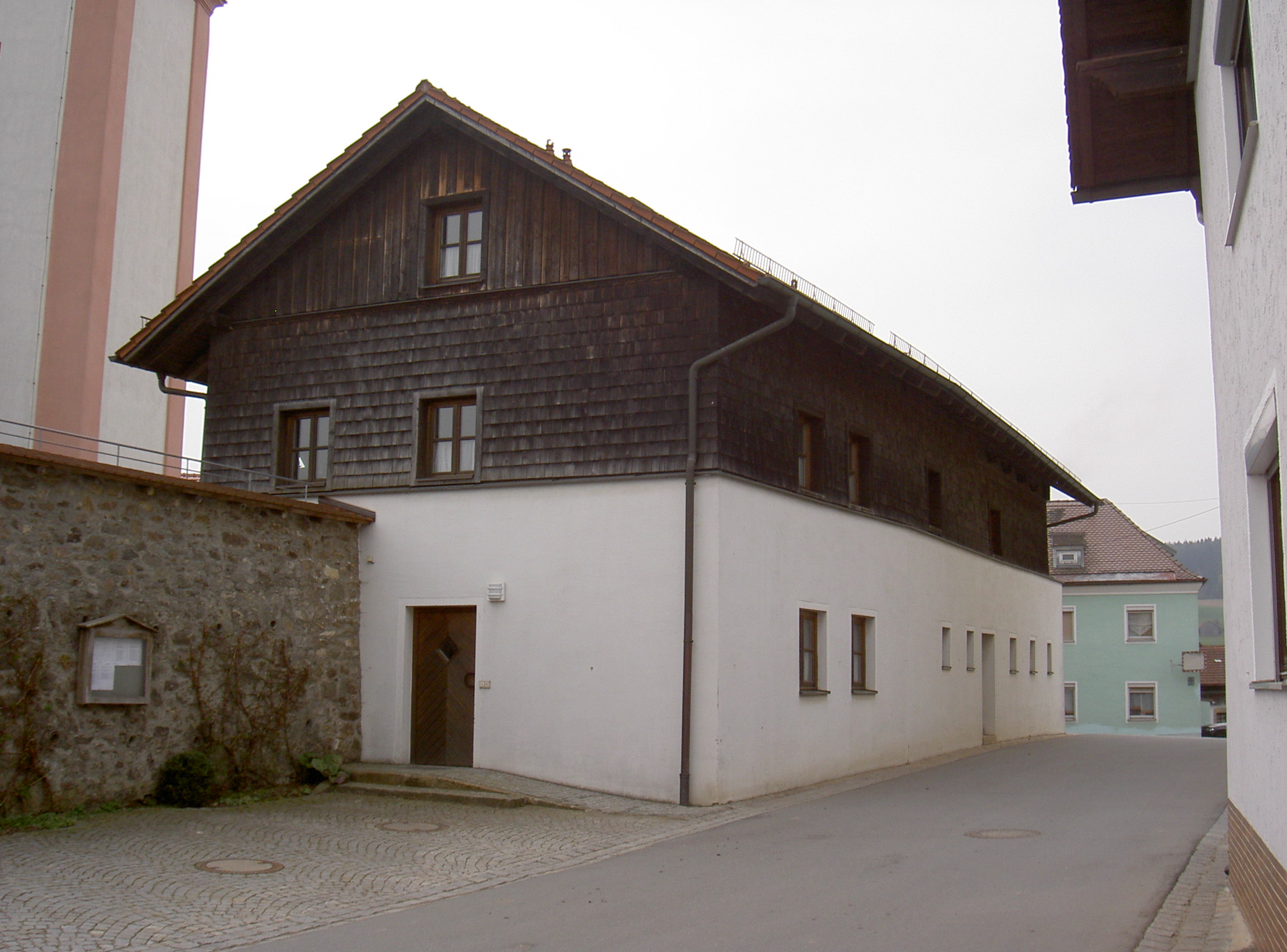
Altes Schulhaus in Grafenkirchen, Jakobstraße 9

## Geschichte
Grafenkirchen (auch: Graeuenchirchen, Grauenkirchen, Grafenchirchen) wurde 1292 erstmals schriftlich erwähnt. Es gehörte zur Mark Cham. 1292 tauschte das Kloster Walderbach mit Reinbot von Schwarzenburg einen Hof in Grafenkirchen gegen einen Hof in Trobelsdorf. 1320 übertrug Wolfram von Geigant dem Kloster Schönthal einen Hof in Grafenkirchen. Die Brüder Reinbot und Konrad von Schwarzenburg überließen 1327 lehensherrliche Rechte über Grafenkirchen ihrem Bruder, der auch Konrad hieß und Domdechant in Regensburg war.
Im Verzeichnis der Erträge des Klosters Schönthal von 1429 wurde Grafenkirchen aufgeführt. Anfang des 15. Jahrhunderts wurde Grafenkirchen durch die Hussiten verwüstet und ausgeraubt. In den Landtafeln von 1488 und 1503 war Grafenkirchen als Hofmark verzeichnet. Es gehörte zum Besitz der Eittenharter.
In den Landsassenregistern von 1518 und 1525 wurden Jorig Eittenharter und Darius Lautrer als Landsassen auf Grafenkirchen aufgeführt. Von 1526 bis 1544 erschien Heinrich Nothafft als Landsasse auf Grafenkirchen. 1545 wurde Jorg von Murach verzeichnet. 1548 war Niclas Nothafft Landsasse auf Grafenkirchen und 1550 die Brüder Heyerman und Niclas Nothafft.
In den Landtafeln von 1543 und 1558 wurde Grafenkirchen nicht mehr erwähnt. Im Steuerbuch von 1577 wurde Grafenkirchen als Pertinenz von Waffenbrunn verzeichnet. Im Steuerbuch von 1590 wurde Grafenkirchen als zum Besitz der Familie Fuchs zugehörig unter der Hofmark Kager aufgeführt.
1752 gehörte Grafenkirchen zum Hinteren Amt des Gerichtes Cham. Grafenkirchen hatte 33 Anwesen, darunter 1 Wirt, 1 Mühle, 1 Kapellenhäusl, 1 Schulhaus, 1 Schmiede, 1 Bader, 1 Gemeinde-Hüthaus.
1808 wurde die Verordnung über das allgemeine Steuerprovisorium erlassen. Mit ihr wurde das Steuerwesen in Bayern neu geordnet und es wurden Steuerdistrikte gebildet. Dabei wurde Grafenkirchen Steuerdistrikt. Der Steuerdistrikt Grafenkirchen umfasste die Orte Grafenkirchen, Birkmühle, Beutelsbach, Höllmühle, Löwendorf, Schmitzdorf.
1821 wurden im Landgericht Cham Gemeinden gebildet. Dabei wurde Grafenkirchen landgerichtsunmittelbare Gemeinde. Die Gemeinde Grafenkirchen stimmte mit dem Steuerdistrikt Grafenkirchen überein.
Bei der Gebietsreform in Bayern wurde 1978 die Gemeinde Grafenkirchen in die Gemeinde Pemfling eingegliedert.

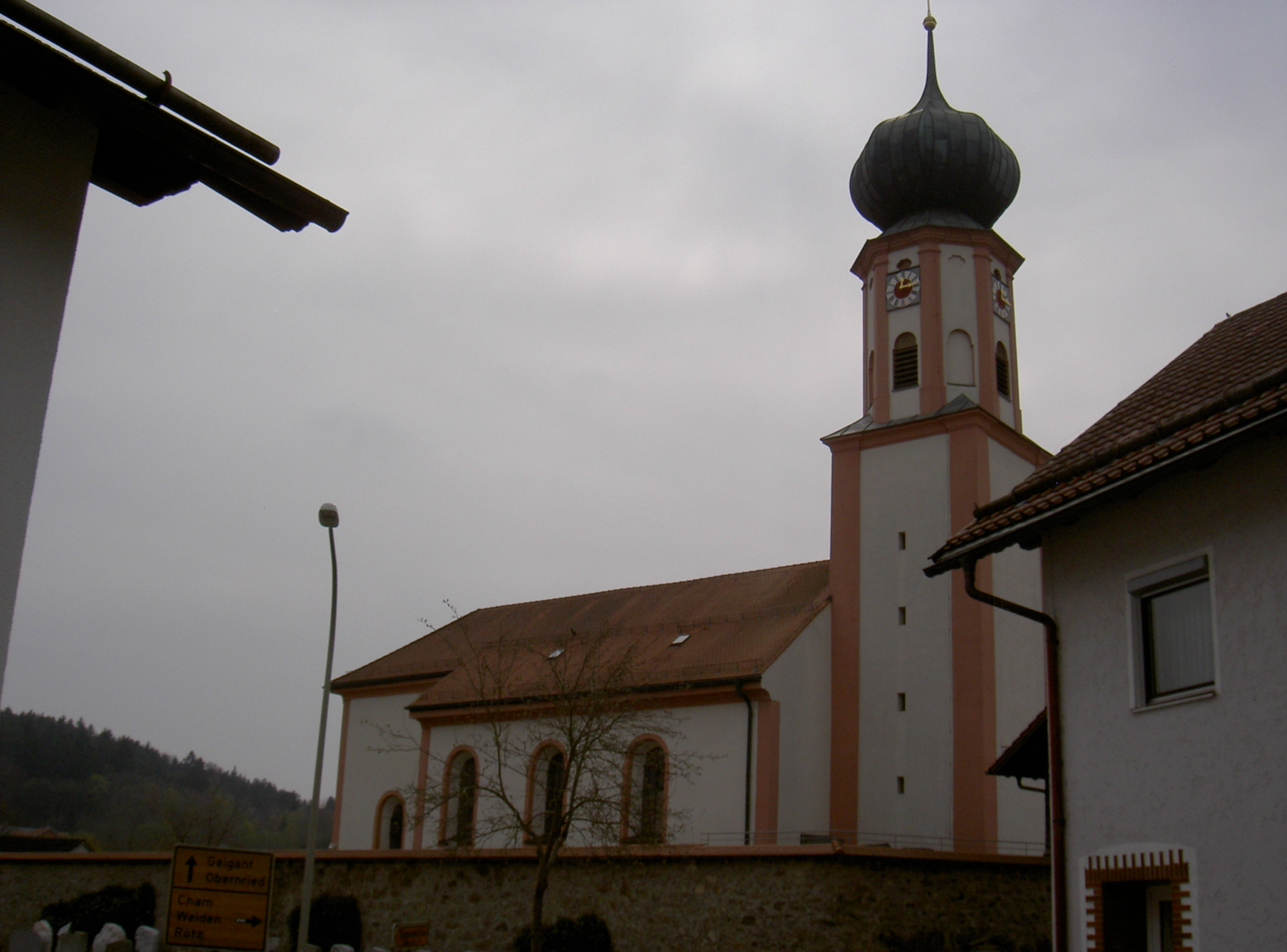
Laurentiuskirche in Grafenkirchen

## Pfarrkuratie St. Laurentius Grafenkirchen
Die Pfarrei Grafenkirchen wurde bereits 1326 im Pfarreienverzeichnis aufgeführt. Sie gehörte zum Dekanat Cham. Erster namentlich bekannter Pfarrer war 1387 Hainreich der Hawtinger. Die Brüder Reinbot und Konrad von Schwarzenburg vergaben 1330 das Patronatsrecht über Grafenkirchen an das Domkapitel Regensburg. Der Regensburger Bischof Nikolaus von Ybbs bestätigte noch im selben Jahr die Inkorporation der Pfarrei Grafenkirchen mit allen ihren Einkünften in das Domkapitel Regensburg. Diese Einkünfte wurden verwendet, um ab 1381 einen Kaplan am Marienaltar im Regensburger Dom zu bezahlen.
Als nach den Hussitenraubzügen Anfang des 15. Jahrhunderts die Pfarrei Grafenkirchen darnieder lag, wurde sie von der Pfarrei Pemfling übernommen und von dort aus durch einen Kaplan versorgt.
Während der Reformationszeit von 1556 bis 1625 war Grafenkirchen evangelisch. Verschiedenste lutherische, calvinistische, reformierte und protestantische Glaubensrichtungen und -varianten wechselten einander in kurzer Folge ab. Im Zuge der Gegenreformation wurde 1625 der letzte protestantische Prädikant, Veit Scherl, aus Grafenkirchen vertrieben. Veit Scherl floh zunächst nach Rötz zu seinem Sohn, der dort Bäcker war. Dann ging er nach Cham, wo er sich um Aufnahme in die katholische Kirche bemühte.
1630 wurde die Pfarrei Grafenkirchen in die Pfarrei Pemfling eingegliedert. Eine Expositur wurde 1733 in Grafenkirchen errichtet. Als erster Expositus von Grafenkirchen zog Caspar Weigl 1736 in das Pfarrhaus neben der Kirche, das er auf eigene Kosten gebaut hatte. 1780 gehörten zur Expositur Grafenkirchen die Orte Grafenkirchen, Flischberg und Rhan.
1838 gehörten zur Expositur Grafenkirchen die Ortschaften Grafenkirchen, Beutelsbach, Birkmühle, Flischberg, Höllmühle, Klinglmühle, Kuglhof, Löwendorf, Obernried, Rahn, Schmitzdorf, Sonnhof. Döfering war Filialkirche der Expositur Grafenkirchen mit den Ortschaften Döfering, Almusmühl, Lixendöfering, Rahnmühle, Wirnetshof, Haschaberg.
Grafenkirchen wurde 1950 zur Pfarrkuratie erhoben. 1997 gehörten zur Pfarrkuratie Grafenkirchen die Ortschaften Grafenkirchen, Beutelsbach, Birkmühle, Darstein, Höllmühle, Klinglmühle, Kuglhof, Löwendorf, Obernried, Schmitzdorf, Sonnhof und Thonberg. Sie hatte insgesamt 759 Katholiken und 12 Nichtkatholiken. Grafenkirchen selbst hatte 342 Katholiken.

## Einwohnerentwicklung ab 1838
| Jahr | Einwohner | Gebäude |
| ---- | --------- | ------- |
| 1838 | 303       | 34      |
| 1861 | 261       | 103     |
| 1871 | 233       | 81      |
| 1885 | 286       | 46      |
| 1900 | 232       | 47      |
| 1913 | 261       | 43      |

| Jahr | Einwohner | Gebäude |
| ---- | --------- | ------- |
| 1925 | 279       | 43      |
| 1950 | 296       | 46      |
| 1961 | 254       | 48      |
| 1970 | 270       | k. A.   |
| 1987 | 271       | 72      |
| 2011 | 247       | k. A.   |

## Tourismus, Bau- und Bodendenkmäler
Durch Grafenkirchen führen der Grünes Dach-Radweg und der Mountainbikeweg MTB-Tour 23: 3-Gipfel-Tour.
Die Pfarrkirche St. Laurentius in Grafenkirchen steht unter Denkmalschutz mit der Denkmalnummer D-3-72-146-19. Es handelt sich um eine Saalkirche mit eingezogenem Chor, Sattel- und Walmdach. Den Westturm zieren eine Zwiebelhaube und Pilastergliederungen. Der Chor stammt aus dem 14. Jahrhundert. Das Langhaus und der Westturm wurden in der 1. Hälfte des 18. Jahrhunderts erbaut. Die Ausstattung der Kirche ist ebenfalls denkmalgeschützt, ebenso der Restabschnitt der Friedhofsummauerung. Es ist eine Granitbruchsteinmauer aus dem 18. Jahrhundert.
Die Umgebung der Pfarrkirche ist als Bodendenkmal ausgezeichnet mit der Denkmalnummer D-3-6641-0005. Hier gibt es archäologische Befunde des Mittelalters und der frühen Neuzeit, darunter die Spuren von Vorgängerbauten und älteren Bauphasen.
Am Westrand des die Kirche umgebenden Friedhofs stehen ein denkmalgeschütztes Kramerhäusl, ein zweigeschossiger und giebelständiger Schopfwalmdachbau mit Blockbau-Obergeschoss, Umlaufschrot und Giebellaube aus dem 18. Jahrhundert (Denkmalnummer D-3-72-146-21) und das ehemalige Schulhaus, ein zweigeschossiger und traufständiger Satteldachbau mit verschindeltem Blockbau-Obergeschoss, erbaut im 18. Jahrhundert, Umbau im späten 19. Jahrhundert (Denkmalnummer D-3-72-146-20).